# Hefaistion
Hefaistion (Oldgræsk: Ἡφαιστίων, lat. Hephaestio, ca. 356–324 f.Kr.) var Alexander den Stores bedste ven, og muligvis også elsker. Han blev født i 356 f.Kr. som søn af en makedonisk adelsmand Amyntor. Nogle mener dog, at han var lidt ældre, og at han døde 324 f.Kr. 
Før invasionen af Indien anerkendte Alexander Hefaistion som næstkommanderende. Alexander indsatte tit en anden general sammen med Hefaistion, andre gange var Alexander selv med ham. Curtius, Diodor og Arrian fortæller alle, at om morgenen efter Slaget ved Issos gik han og Hefaistion hen for at aflægge den tilfangetagne royale persiske familie et besøg. Dareios 3. var flygtet, så hans mor faldt for Hefaistions fødder i den tro, han var Alexander, for at bede om nåde. Da hun opdagede sin fejltagelse, undskyldte hun, men Alexander svarede: "Du tog ikke fejl, moder, denne mand er også Alexander."
I 332 f.Kr. anførte Hefaistion flåden mod Egypten, senere blev han bl.a. betroet en vigtig post på retræten fra det nordlige Indien.
Da de nåede Susa, i det persiske imperium, giftede Alexander sig med Dareiros datter, Stateira 2., og gav hendes søster til Hefaistion, så de blev svogre. I modsætning til de andre makedonere bifaldt Hefaistion Alexanders amalgameringspolitik (sammensmeltningspolitik).
I efteråret 324 f.Kr. var Alexander og hans hær i byen Ekbatana vinteren over. Under legene for hoffet blev Hefaistion alvorligt syg og døde en uge senere. Ifølge legenden skulle Alexander have barberet sig helt skaldet, klippet manen af alle krigshestene, aflyst alle festligheder, jævnet en helligdom i Ekbatana viet til Æskulap med jorden og korsfæstet  lægen, der behandlede Hefaistion. Derefter tog han til Babylon for at begrave liget. Det blev bestemt at Hefaistion skulle dyrkes som en hero.